# Unione Sportiva Cremonese 1974-1975
Questa voce raccoglie le informazioni riguardanti l'Unione Sportiva Cremonese nelle competizioni ufficiali della stagione 1974-1975.

## Stagione
Nella stagione 1974-1975 la Cremonese ha disputato il campionato di Serie C, girone A, classificandosi al sesto posto con 38 punti, nel torneo che ha visto i cugini del Piacenza salire in Serie B, dominando il campionato con 57 punti. Nella squadra grigiorossa brilla più che mai la stella di Emiliano Mondonico che realizza 18 reti pur saltando per infortunio le ultime nove partite di campionato. Tra i pali debutta Luciano Bodini spedito a Cremona dall'Atalanta, mentre fa le sue prime apparizioni in campo Cesare Prandelli.

## Rosa
| N. |                   | Ruolo | Calciatore             |
| -- | ----------------- | ----- | ---------------------- |
|    | Italia (bandiera) | D     | Fausto Barboglio       |
|    | Italia (bandiera) | P     | Luciano Bodini         |
|    | Italia (bandiera) | D     | Antonio Cabrini        |
|    | Italia (bandiera) | D     | Gianfranco Cassago     |
|    | Italia (bandiera) | D     | Luciano Cesini         |
|    | Italia (bandiera) | A     | Cristino Chigioni      |
|    | Italia (bandiera) | C     | Giuseppe De Gradi      |
|    | Italia (bandiera) | C     | Gianfranco Delle Donne |
|    | Italia (bandiera) | D     | Dino Fedi              |
|    | Italia (bandiera) | C     | Giancarlo Finardi      |

| N. |                   | Ruolo | Calciatore             |
| -- | ----------------- | ----- | ---------------------- |
|    | Italia (bandiera) | D     | Lionello Maianti       |
|    | Italia (bandiera) | C     | Giuseppe Mazzoleri     |
|    | Italia (bandiera) | C     | Bruno Minini           |
|    | Italia (bandiera) | A     | Emiliano Mondonico     |
|    | Italia (bandiera) | P     | Pietro Pianta          |
|    | Italia (bandiera) | D     | Cesare Prandelli       |
|    | Italia (bandiera) | A     | Gianbattista Quartieri |
|    | Italia (bandiera) | A     | Battista Rebecchi      |
|    | Italia (bandiera) | C     | Alberto Sironi         |

## Risultati

### Serie C

#### Girone di andata
| Chioggia 15 settembre 1974 1ª giornata | Clodia Sottomarina     | 0 – 0 | Cremonese | Stadio Aldo e Dino Ballarin\| Arbitro: \| R. Lo Bello (Siracusa) \| |
| Arbitro:                               | R. Lo Bello (Siracusa) |       |           |                                                                     |

| Arbitro: | Rizza (Siracusa) |

|                            |           |  |
| Mondonico 31’ Chigioni 66’ | Marcatori |  |

| Seregno 29 settembre 1974 3ª giornata | Seregno          | 0 – 0 | Cremonese | Stadio Ferruccio Trabattoni\| Arbitro: \| Colasanti (Roma) \| |
| Arbitro:                              | Colasanti (Roma) |       |           |                                                               |

| Arbitro: | Marino (Taranto) |

|                             |           |                               |
| Mazzoleri 20’ Mondonico 54’ | Marcatori | 52’ Alessandrini 79’ Gottardo |

| Arbitro: | Chiapponi (Livorno) |

|                 |           |              |
| Sanseverino 18’ | Marcatori | 78’ Rebecchi |

| Cremona 20 ottobre 1974 6ª giornata | Cremonese        | 0 – 0 | Sant'Angelo | Stadio Giovanni Zini\| Arbitro: \| Falasca (Chieti) \| |
| Arbitro:                            | Falasca (Chieti) |       |             |                                                        |

| Arbitro: | Bardoni (Modena) |

|                                       |           |                                  |
| Mondonico 29’ (rig.), 43’, 90’ (rig.) | Marcatori | 34’ Bonanomi 67’ (rig.) Rossetti |

| Arbitro: | Baldoni (Ancona) |

|                   |           |              |
| Ghetti 53’ (rig.) | Marcatori | 78’ Chigioni |

| Arbitro: | Scaccaglia (Parma) |

|                |           |              |
| Pellegrini 36’ | Marcatori | 9’ Mondonico |

| Arbitro: | Romanetti (Messina) |

|            |           |             |
| Sironi 62’ | Marcatori | 42’ Tosetto |

| Arbitro: | Baldi (Roma) |

|                                  |           |  |
| Mondonico 72’ (aut.) Mariani 83’ | Marcatori |  |

| Arbitro: | Pieri (Genova) |

|                                         |           |  |
| Mondonico 57’, 76’ (rig.) Mazzoleri 82’ | Marcatori |  |

| Lecco 8 dicembre 1974 13ª giornata | Lecco         | 0 – 0 | Cremonese | Stadio Mario Rigamonti\| Arbitro: \| Longhi (Roma) \| |
| Arbitro:                           | Longhi (Roma) |       |           |                                                       |

| Arbitro: | Tani (Livorno) |

|                 |           |  |
| Delle Donne 76’ | Marcatori |  |

| Arbitro: | Esposito (Torre Annunziata) |

|               |           |  |
| Mondonico 47’ | Marcatori |  |

| Arbitro: | Rizza (Siracusa) |

|             |           |  |
| Fiaschi 84’ | Marcatori |  |

| Cremona 12 gennaio 1975 17ª giornata | Cremonese           | 0 – 0 | Mantova | Stadio Giovanni Zini\| Arbitro: \| Gazzarri (Macerata) \| |
| Arbitro:                             | Gazzarri (Macerata) |       |         |                                                           |

| Arbitro: | Busalacchi (Palermo) |

|                                    |           |                           |
| Stevan 4’ Peressin 41’ Politti 81’ | Marcatori | 25’, 61’ (rig.) Mondonico |

| Arbitro: | Vivarelli (Firenze) |

|              |           |             |
| Chigioni 10’ | Marcatori | 70’ Fogolin |

#### Girone di ritorno
| Arbitro: | Casaburi (Napoli) |

|              |           |  |
| Chigioni 58’ | Marcatori |  |

| Arbitro: | Baldoni (Ancona) |

|                         |           |               |
| Brunetti 43’ Pavoni 51’ | Marcatori | 70’ Mondonico |

| Arbitro: | Chiapponi (Livorno) |

|                   |           |          |
| Mondonico 1’, 75’ | Marcatori | 55’ Erba |

| Piacenza 23 febbraio 1975 23ª giornata | Piacenza           | 0 – 0 | Cremonese | Stadio Galleana\| Arbitro: \| Lanzetti (Viterbo) \| |
| Arbitro:                               | Lanzetti (Viterbo) |       |           |                                                     |

| Arbitro: | Foschi (Forlì) |

|  |           |               |
|  | Marcatori | 74’ Antonelli |

| Arbitro: | Milan (Treviso) |

|  |           |               |
|  | Marcatori | 30’ Mondonico |

| Arbitro: | Tani (Livorno) |

|            |           |                      |
| Maioni 28’ | Marcatori | 79’ (rig.) Mondonico |

| Arbitro: | Grillenzoni (Finale Emilia) |

|               |           |                    |
| Mondonico 31’ | Marcatori | 17’, 80’ Luteriani |

| Arbitro: | Lapi (Firenze) |

|                                                                  |           |  |
| Mondonico 15’ (rig.) Mondonico 20’, 61’ (rig.) Chigioni 54’, 68’ | Marcatori |  |

| Arbitro: | Longhi (Roma) |

|                         |           |  |
| Tosetto 30’ Volpati 63’ | Marcatori |  |

| Arbitro: | Vitali (Bologna) |

|  |           |                      |
|  | Marcatori | 25’ (rig.) Mongitore |

| Arbitro: | Castaldi (Vasto) |

|                                          |           |              |
| De Cecco 10’ Speggiorin 30’ Modonese 58’ | Marcatori | 82’ Chigioni |

| Cremona 4 maggio 1975 32ª giornata | Cremonese        | 0 – 0 | Lecco | Stadio Giovanni Zini\| Arbitro: \| Rizza (Siracusa) \| |
| Arbitro:                           | Rizza (Siracusa) |       |       |                                                        |

| Arbitro: | Migliore (Salerno) |

|  |           |                                            |
|  | Marcatori | 30’, 34’ Chigioni 39’ Mazzolari 68’ Minini |

| Arbitro: | Bitocchi (Tivoli) |

|                          |           |  |
| Manservigi 60’ Drigo 90’ | Marcatori |  |

| Arbitro: | Meneghetti (Verona) |

|            |           |                         |
| Sironi 87’ | Marcatori | 42’ Fiaschi 83’ Soragni |

| Arbitro: | Menotti (Modena) |

|            |           |  |
| Grespi 40’ | Marcatori |  |

| Arbitro: | Simini (Torino) |

|                                             |           |             |
| Cassago 8’ Delle Donne 53’ Cabrini 67’, 79’ | Marcatori | 74’ Ascagni |

| Arbitro: | Agate (Torino) |

|                           |           |                                                   |
| Belometti 83’ Tedoldi 89’ | Marcatori | 18’ Minini 70’ Delle Donne 80’ Finardi 85’ Sironi |